# برايان كولينز
برايان كولينز (11 أغسطس 1941 في المملكة المتحدة - ) (بالإنجليزية: Brian Collins)‏ هو لاعب كريكت بريطاني. لعب مع Hertfordshire County Cricket Club ‏ والمقاطعات الوطنية للكريكيت الإنجليزي والويلزي ‏.

## وصلات خارجية
- برايان كولينز على موقع إي آس بي آن كريك إنفو (الإنجليزية)